# Cryptorhopalum filitarse
Cryptorhopalum filitarse är en skalbaggsart som beskrevs av Thomas Casey 1900. Cryptorhopalum filitarse ingår i släktet Cryptorhopalum och familjen ängrar. Inga underarter finns listade i Catalogue of Life.